# Серебровський Олександр Сергійович
Олександр Сергійович Серебровський (6 (18) лютого 1892, Курськ — 26 червня 1948, п. Болшево, Московська область) — російський і радянський генетик, член-кореспондент АН СРСР (1933), академік ВАСГНІЛ (1935).

## Біографія
Закінчив реальне училище у Тулі. Вищу освіту здобув на природничому відділенні фізико-математичного факультету Московського університету (1914). Після закінчення університету працював на дослідних станціях під Тулою (1918—1921) і у Московській області (Аніковская генетична станція, 1921—1928).
З 1921 по 1927 рік працював у Інституті експериментальної біології АН СРСР, з 1929 по 1932 рік — у Біологічному інституті ім. К. А. Тімірязєва. З 1930 р. і до кінця свого життя — завідувач заснованої ним кафедри генетики на біологічному факультеті МГУ.
Основні роботи у галузі генетики тварин, теорії гену, генетики популяцій. На рубежі 1920-1930-х років висунув ряд важливих теоретичних положень: сформулював гіпотезу про подільність гена (і можливості вимірювання його розмірів в одиницях кросинговер а), ввів поняття генофонду популяції і заклав основи Генографія. Запропонував принципово новий метод боротьби з комахами-шкідниками, заснований на масовому випуску самців шкідливих видів з генетичними аномаліями (1940).

## Основні праці
Автор понад 150 наукових праць, в тому числі семи монографій.
1. Серебровський А. С.Гібридизація тварин. — М.-Л.: Біомедгіз, 1935. — 289 с.
2. Серебровський А. С.Селекція тварин і рослин. — М.: Колос, 1969. — 295 с.
3. Серебровський А. С.Генетичний аналіз. — М.: Наука, 1970. — 342 с.
4. Серебровський А. С.Теоретичні основи транслокаціонная методу боротьби зі шкідливими комахами. — М.: Наука, 1971. — 87 с.
5. Серебровський А. С.Деякі проблеми органічної еволюції. — М.: Наука, 1973. — 168 с.
6. Серебровський А. С.Вибрані праці з генетики та селекції курей. — М.: Наука, 1976. — 404 с.

## Нагороди
Кавалер ордена Трудового Червоного Прапора (1945), нагороджений медаллю "За доблесну працю у Великій Вітчизняній війні 1941—1945 рр. "